# آشتاراك
مدينة آشتاراك (بالإنجليزية: Ashtarak)‏ هي إحدى المدن التابعة لمقاطعة آراغاتسوتن في أرمينيا. يقدر عدد سكانها بـ 21691 نسمة حسب الإحصاء الذي جرى عام 2011.
مدينة آشتاراك هي مركز المقاطعة

## المناخ
يظهر الجدول التالي التغييرات المناخية على مدار السنة لآشتاراك:
| البيانات المناخية لـآشتاراك       | البيانات المناخية لـآشتاراك | البيانات المناخية لـآشتاراك | البيانات المناخية لـآشتاراك | البيانات المناخية لـآشتاراك | البيانات المناخية لـآشتاراك | البيانات المناخية لـآشتاراك | البيانات المناخية لـآشتاراك | البيانات المناخية لـآشتاراك | البيانات المناخية لـآشتاراك | البيانات المناخية لـآشتاراك | البيانات المناخية لـآشتاراك | البيانات المناخية لـآشتاراك | البيانات المناخية لـآشتاراك |
| الشهر                             | يناير                       | فبراير                      | مارس                        | أبريل                       | مايو                        | يونيو                       | يوليو                       | أغسطس                       | سبتمبر                      | أكتوبر                      | نوفمبر                      | ديسمبر                      | المعدل السنوي               |
| --------------------------------- | --------------------------- | --------------------------- | --------------------------- | --------------------------- | --------------------------- | --------------------------- | --------------------------- | --------------------------- | --------------------------- | --------------------------- | --------------------------- | --------------------------- | --------------------------- |
| متوسط درجة الحرارة الكبرى °م (°ف) | 0.8 (33.4)                  | 3.0 (37.4)                  | 9.4 (48.9)                  | 16.6 (61.9)                 | 22.0 (71.6)                 | 26.3 (79.3)                 | 30.4 (86.7)                 | 30.0 (86.0)                 | 26.1 (79.0)                 | 18.8 (65.8)                 | 10.9 (51.6)                 | 3.8 (38.8)                  | 16.5 (61.7)                 |
| المتوسط اليومي °م (°ف)            | −3.8 (25.2)                 | −1.9 (28.6)                 | 4.0 (39.2)                  | 10.4 (50.7)                 | 15.4 (59.7)                 | 19.2 (66.6)                 | 23.0 (73.4)                 | 22.7 (72.9)                 | 18.4 (65.1)                 | 11.9 (53.4)                 | 5.4 (41.7)                  | −0.5 (31.1)                 | 10.4 (50.6)                 |
| متوسط درجة الحرارة الصغرى °م (°ف) | −8.3 (17.1)                 | −6.7 (19.9)                 | −1.4 (29.5)                 | 4.3 (39.7)                  | 8.8 (47.8)                  | 12.2 (54.0)                 | 15.7 (60.3)                 | 15.6 (60.1)                 | 10.7 (51.3)                 | 5.1 (41.2)                  | 0.0 (32.0)                  | −4.8 (23.4)                 | 4.3 (39.7)                  |
| الهطول مم (إنش)                   | 19 (0.7)                    | 23 (0.9)                    | 28 (1.1)                    | 42 (1.7)                    | 62 (2.4)                    | 41 (1.6)                    | 24 (0.9)                    | 18 (0.7)                    | 18 (0.7)                    | 32 (1.3)                    | 26 (1.0)                    | 19 (0.7)                    | 352 (13.7)                  |
| المصدر: Climate-Data.org          |                             |                             |                             |                             |                             |                             |                             |                             |                             |                             |                             |                             |                             |

## توأمة
لآشتاراك اتفاقيات توأمة مع:
- ألفورفيل